# У служби Њеног величанства
У служби Њеног величанства (енгл. On Her Majesty's Secret Service) је шпијунски филм из 1969. године и шести у серији Џејмс Бонд британског продуцента Eon Productions-а. Темељен је на истоименом роману из 1963. Ијана Флеминга. После одлуке Шона Конерија да се повуче из улоге Бонда након филма Само двапут се живи, Eon Productions изабрао је Џорџа Лејзенбија, модела без претходних глумачких заслуга, за улогу Џејмса Бонда. Током снимања филма, Лејзенби је најавио да ће улогу Бонда играти само једном.
У филму, Бонд се суочава са Блофелдом, који планира да зарази свет тако да учини све биљке и стоку неплодним, преко своје групе „Анђела смрти” испраних мозгова. Успут се Бонд упознаје, заљубљује и на крају се ожени грофицом Терезом ди Виченцо.
Ово је једини Бондов филм који је режирао Питер Хант, који је служио као монтажер и редитељ друге јединице на претходним филмовима из серије. Хант је, заједно са продуцентима Албертом Броколијем и Харијем Залцманом, одлучио да направи реалистичнији филм, који ће пажљивије пратити роман. Сниман је у Швајцарској, Енглеској и Португалији од октобра 1968. до маја 1969. године. Иако зарада на биоскопским благајнама није била уносна као код претходног филма, У служби Њеног величанства и даље је био један од најуспешнијих филмова године. Критике по изласку су биле помешане, али репутација филма се временом знатно поправила и данас се сматра једним од најбољих остварења у серијалу. Често се сматра једном од највернијих филмских адаптација романа Ијана Флеминга.
Хронолошки, књига У служби Њеног величанства претходи књизи Само два пута се живи и у њој се Џејмс Бонд први пут сусреће са Ернстом Ставром Блофелдом, али пошто се радња одвија у снегом покривеним пределима, продуценти су се одлучили да прво сниме филм Само два пута се живи, док су трагали за погодним локацијама.

## Радња
Џејмс Бонд спашава жену на плажи која покушава да изврши самоубиство, а касније је поново среће у казину. Жена, грофица Тереза „Трејси” ди Виченцо, позива Бонда у своју хотелску собу да му се захвали, али када Бонд стигне нападне га неидентификовани мушкарац. Након што га је савладао, Бонд се враћа у своју собу и тамо проналази Трејси, која тврди да није знала да је нападач био тамо. Следећег јутра Бонда киднапује неколико мушкараца, укључујући и оног против кога се борио, који га воде у сусрет Марк-Енџ Драку, шефу европског криминалног синдиката „Unione Corse”. Драко открива да му је Трејси једина ћерка и говори Бонду о њеној проблематичној прошлости, нудећи Бонду милион фунти ако је ожени. Бонд одбија, али пристаје да настави са шармирањем Траци ако Драко открије где се налази Ернст Ставро Блофелд, шеф Спектре.
Бонд се враћа у Лондон и након кратке расправе са М у седишту британске тајне службе, где Бонд покушава да поднесе оставку, упућује се на Драков рођендан у Португалу. Тамо Бонд и Трејси започињу вртложну романсу, а Драко упућује агента у адвокатску фирму у Берну у Швајцарској. Бонд истражује канцеларију швајцарског адвоката Гамболда и сазнаје да се Блофелд дописује са генеалогом Лондонског колеџа за грбове, сер Хиларијем Брајом, покушавајући да затражи титулу „гроф Балтазар де Блошамп”.
Представљајући се као Брај, Бонд одлази у сусрет Блофелду, који је основао клинички институт за истраживање алергија на врху Пиз Глорија на швајцарским Алпима. Бонд упознаје 12 младих жена, „Анђеле смрти”, које су пацијенткиње на институту, очигледно излечених од алергија. Увече, Бонд одлази у собу једне пацијенткиње, Руби, да је заведе. У поноћ, Бонд види да њих дванаест прелази у хипнотично стање изазвано сном, док им Блофелд даје звучна упутства за повратак кући. Заправо, женама се испире мозак да би дистрибуирале бактериолошка ратна средства широм света.
Бонд покушава да превари Блофелда да напусти Швајцарску, како би МИ6 могао да га ухапси без кршења швајцарског суверенитета. Блофелд одбија и на крају га заробљава Блофелдова послушница Ирма Бунт. Блофелд открива да је идентификовао Бонда након покушаја да га намами из Швајцарске и говори својим послушницима да одведу агента. Бонд на крају побегне скијајући се низ Пиз Глорију док га Блофелд и његови људи јуре. Доласком у село Лаутербрунен, Бонд проналази Трејси и они успевају да побегну Бунтовој и њеним људима након јурњаве аутомобилом. Мећава их тера у забачену шталу, где Бонд признаје своју љубав Трејси и предлаже јој брак, што она са задовољством прихвата. Следећег јутра, док се хајка наставља, Блофелд покреће лавину; Трејси је заробљена, док је Бонд затрпан, али успева да побегне.
Назад у Лондону у канцеларији М, Бонд је обавештен да Блофелд намерава да уцени свет претњом да ће уништити глобалну пољопривреду користећи „Анђеле смрти”, тражећи амнестију за све прошле злочине и да ће бити признат као тренутни гроф де Блошамп. М говори Бонду да ће откуп бити плаћен и забрањује му да крене у спасилачку мисију. Бонд затим позива Драка и његове снаге да нападну Блофелдов штаб, истовремено спашавајући Трејси из Блофелдовог заробљеништва. Објекат је уништен, а Блофелд успева да побегне у бобу, док га Бонд прати. Потера се завршава кад се Блофелд ухвати у грани дрвета и повреди врат.
Бонд и Трејси се венчавају у Португалу, а затим се одвозе у Бондовом Астон Мартину. Када се Бонд заустави на путу да уклони цвеће са аутомобила, Блофелд (носећи оковратник) и Бунтова пролазе поред њих и почињу да пуцају. Бонд преживи, али Трејси је у нападу погођена у главу. Бонд плаче, љуљајући њено беживотно тело.

## Улоге
| Глумац            | Улога                     |
| ----------------- | ------------------------- |
| Џорџ Лејзенби     | Џејмс Бонд                |
| Дајана Риг        | грофица Тереза ди Виченцо |
| Тели Савалас      | Ернст Ставро Блофелд      |
| Габријеле Ферцети | Марк-Енџ Драко            |
| Илсе Штепат       | Ирма Бунт                 |
| Бернард Ли        | М                         |
| Лоис Максвел      | госпођица Манипени        |
| Дезмонд Левелин   | Кју                       |
| Џорџ Бејкер       | сер Хилари Брај           |